# قانون الرقاقات الأوروبي

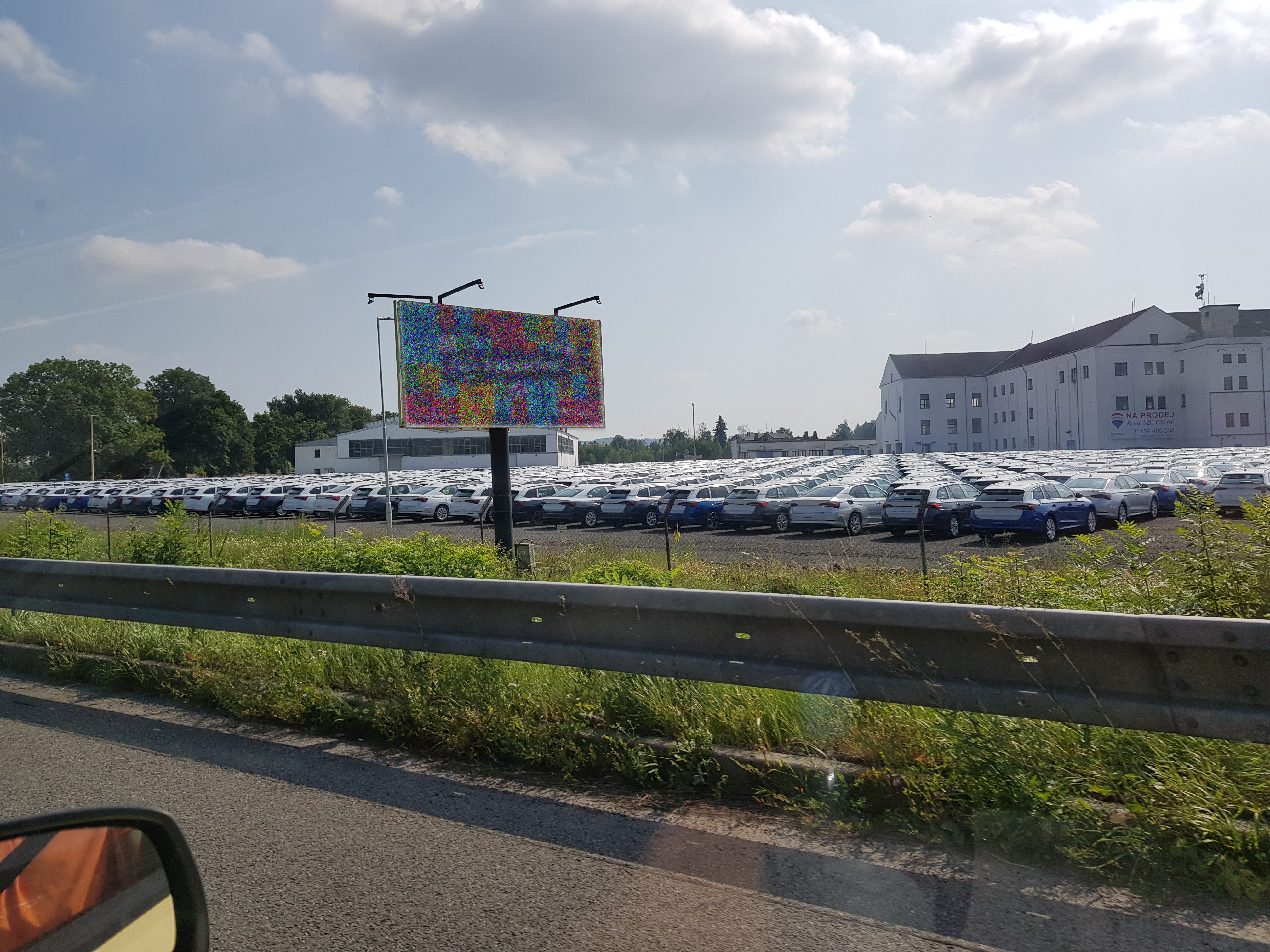
تخزين كامل للسيارات غير المكتملة بسبب النقص العالمي في الرقائق.

قانون الرقاقات الأوروبي هو حزمة إجراءات من المفوضية الأوروبية يهدف إلى التصدي إلى صعوبات توريد أشباه الموصلات وإلى زيادة إنتاج أشباه الموصلات في أوروبا. يهدف قانون الرقاقات إلى تعزيز مكانة أوروبا التنافسية في مجالات تقنيات أشباه الموصلات وتطبيقاتها بالإضافة إلى دعم التحولين الرقمي والأخضر.
أصدرت الولايات المتحدة قانونًا يحمل أهدافًا شبيهة في فترة قريبة، وسُمي قانون الرقاقات والعلوم، وقد شُرع هذا القانون في 2022.
يهدف قانون الرقاقات الأوروبي إلى تخصيص 43 مليار يورو للاستثمار في مشروعات أشباه الموصلات، وزيادة حصة أوروبا من إنتاج أشباه الموصلات عالميًّا من 10% إلى 20% بحلول 2030.
توصل البرلمان الأوروبي والمجلس الأوروبي لاتفاق سياسي حول قانون الرقاقات في 18 أبريل 2023. ووافق البرلمان الأوروبي على القانون في 11 يوليو 2023، بموافقة 587 عضوًا واعتراض 10 وامنتناع 38 عن التصويت.